# Вангчук Дордже
Вангчук Дордже (1556—1603) — Девятый Кармапа, глава школы Кагью Тибетского буддизма. Родился в Тречоде, Кхам. Согласно легенде, сразу после своего рождения он произнес: «Я — Кармапа!» Он получил образование у Пятого Шамарпы Кенхога Дженлага, путешествуя по Тибету, территории современной Монголии и Бутану с кочевым лагерем. Во время этого путешествия было основано множество монастырей. Вангчук Дордже также писал классические буддийские тексты, многие из которых изучаются и в наши дни (Махамудра).
Вангчуг Дордже был не только духовным лидером, но и выступал посредником в конфликтах. Он был приглашён королём Сиккима для разрешения диспута. Во время своего пребывания там он основал три монастыря, один из которых — в Румтеке, ставший наиболее значимым монастырём линии после китайской оккупации Тибета.